# Provincia de Shefa
Shefa es una provincia de Vanuatu, compuesta por las islas de Epi, Éfaté, Sheperd y otras menores. Su nombre deriva de las letras iniciales de Sheperd y Éfaté. En sus 1.455 km² de extensión total habitan 45.280 personas. Su capital es Port Vila, que es también la ciudad principal del país.

## Historia
En la década de 1860, Havanna Harbour, al norte de Éfaté, era el centro del desarrollo en Shefa, basado en las plantaciones de algodón. Con la disminución de los precios para el algodón, los agricultores se cambiaron al maíz y al café, antes de dedicarse principalmente al cultivo del coco y a la ganadería, que son los principales productos agrícolas actualmente.
Los franceses e ingleses continuaban teniendo conflictos de intereses en Vanuatu (entonces conocido como Nuevas Hébridas) hasta que en 1887 firmaron un condominio sobre las islas y, por tanto, también sobre Shefa.
La provincia de Shefa fue un lugar estratégico durante la Segunda Guerra Mundial para los aliados, principalmente para las tropas norteamericanas, aunque también fue usada por tropas australianas. Grandes instalaciones de guerra se colocaron en el norte de Éfaté a lo largo de Havanna Harbour, incluyendo Tanaliou, Siviri y Saama, y algunas islas cercanas a Éfaté, como la isla Moso.

## Política
La sede del Consejo Provincial de Shefa se encuentra en Port Vila y en ella se decide sobre cuestiones políticas y administrativas. Los representantes de la provincia de Shefa son 18 y son elegidos cada dos años, con el presidente, el vicepresidente, el vicepresidente segundo, el vicepresidente tercero y el tesorero siendo propuestos en ese momento.

## Geografía
Las islas de Shefa son de origen volcánico. El único volcán activo en la provincia está en la isla Epi, aunque existen otros volcanes submarinos y extintos que se encuentran dispersos a lo largo de toda la provincia.
Shefa se compone de aproximadamente 27 islas, siendo Éfaté la más poblada. Está situada en el sur de la provincia y está rodeada por varias islas más pequeñas, incluyendo Iririki, Ifira, Eratap, Erakor, Erueti Lep, Eratoka, Lelepa, Moso, Nguna, Pele, Kakuhla y Emao. Hacia el norte están las islas Shepherd, un grupo que incluye a Naore, Etarik, Matasao, Makura, Emae, Buninga, Tongariki, Tongoa, Ewose y Laika. Más al norte se encuentra la otra gran isla de la provincia, Epi, así como también Tefala, Namuka y Lamen. Algunas de estas islas están deshabitadas.
Algunas de las islas de Shefa no tienen cursos de agua permanentes y esta debe de ser recogida para beber y para la higiene del agua de lluvia; esta actividad puede ser un ejercicio muy complejo y tenaz durante años secos. De los ríos de Shefa se pueden mencionar el Tagabe, el Epule y el Rentapau.
La región está llena de arrecifes para hacer submarinismo, como Pango Wall y Mele Reef. En la zona se pueden ver especies en peligro de extinción, como tortugas y dugongos cerca de la isla Erakor y en santuarios marinos.
Los santuarios marinos se están convirtiendo en una forma cada vez más popular de tratar de preservar la vida marina alrededor de Shefa. Este movimiento es también un intento de aumentar el turismo. Existen varios parques y santuarios marinos protegidos.

## Cultura
Además de la lengua nacional —el Bislama—, hay aproximadamente cinco idiomas que se hablan en Shefa: el ifira/mele, el efate del Sur, el nakanamanga del Norte y las islas de Efate y las exteriores de Efate, el namakir de Tongoa y partes de Emae, con la lengua emae (un caso atípico de Polinesia, en contraste con los otros idiomas melanesios). El francés y el inglés también se hablan ampliamente por toda la provincia.
En la provincia de Shefa se halla Jefe Roi Mata, un dominio ubicado en el noroeste de Efate que cubre desde la zona de Mangililui y Mangaas hasta Lelepa Island a Eretoka Island (en forma de sombrero). El dominio de Jefe Roi Mata fue inscrito como Patrimonio de la Humanidad por la UNESCO en 2008. Es el primero de estos sitios en ser inscrito en Vanuatu y es una atracción muy popular entre los turistas. La leyenda de Roi Mata habla de un poderoso jefe que llevó la paz a Efate y sus islas circundantes, después de años de luchas entre clanes y guerras. Celoso de su condición, el hermano del jefe le disparó con un dardo envenenado. Jefe Roi Mata sucumbió por el veneno dentro de la cueva Fels en la isla Lelepa. Luego fue enterrado en Eretoka. Muchos hombres y mujeres que aún viven fueron enterrados junto a él. Esta historia oral fue pasada por más de 400 años hasta que un arqueólogo francés confirmó el cuento mediante la excavación de la tumba y encontró unos 40 esqueletos adornados con joyas que denotaban un alto valor.
Ya no existen los pueblos Kastom que quedaban en la provincia de Shefa, es decir, gente con el hábito de llevar faldas de hierba y soplando conchas diariamente, sin embargo, muchas de las prácticas culturales tradicionales siguen siendo teniendo fuerza en Shefa. A pesar de la influencia occidental, las personas consumen alimentos predominantemente tradicionales, como cocos, bananas, y col, en lugar de alimentos envasados.